# Tre manifesti a Ebbing, Missouri
Tre manifesti a Ebbing, Missouri (Three Billboards Outside Ebbing, Missouri) è un film del 2017 scritto e diretto da Martin McDonagh.
La pellicola, con protagonisti Frances McDormand, Woody Harrelson, Sam Rockwell, John Hawkes e Peter Dinklage, ha vinto due premi Oscar (miglior attrice a Frances McDormand e miglior attore non protagonista a Sam Rockwell) su sette candidature, portandosi a casa anche quattro Golden Globe su sei nomination.

## Trama
Mildred Hayes è una madre divorziata con un figlio a carico, Robbie, che vive a Ebbing, Missouri. A sette mesi dalla morte dell'altra sua figlia, Angela, violentata e bruciata viva, si accorge che sulla strada che porta alla sua casa vi sono tre cartelloni pubblicitari in disuso. Decide di affittarli dall'agente pubblicitario Red Welby e vi fa affiggere tre frasi: "Stuprata mentre stava morendo", "E ancora nessun arresto", "Come mai, sceriffo Willoughby?". I suoi concittadini hanno sempre compatito Mildred, ma di fronte a quest'accusa in molti si ergono in difesa dello sceriffo Bill Willoughby, membro stimato della comunità, che tra l'altro, stando alle voci, soffrirebbe di un cancro in fase terminale. Fra questi vi è Jason, un poliziotto con problemi di violenza nei confronti dei neri e di alcolismo, che vede in Bill una sorta di mentore.
Mildred e Robbie diventano il bersaglio di piccoli soprusi e minacce, che si aggravano ulteriormente dopo che la donna viene intervistata da un telegiornale locale. Bill capisce la rabbia che cova Mildred, ma è altresì convinto del fatto che lui e i suoi uomini hanno fatto tutto ciò che era in loro potere per scoprire i colpevoli della morte di Angela: con poche prove e senza alcun testimone è difficile, e il DNA trovato sul cadavere di Angela non corrisponde a quello di nessun abitante del luogo. Mildred non accetta però ragioni e ribadisce la sua ferrea volontà nel mantenere i cartelloni anche all'ex marito Charlie, giunto in città dopo aver visto il servizio per chiederle di farla finita con quella storia. Charlie ricorda a Mildred che fu per certi versi proprio lei causa della morte di Angela: la sera dell'omicidio, infatti, rifiutò di prestare l'auto alla figlia e la costrinse così ad andare in città a piedi, da sola.
Nel frattempo la salute di Bill si aggrava: nel corso di un interrogatorio con Mildred sputa sangue e viene ricoverato in ospedale. Dimesso l'indomani, decide di prendersi un giorno di vacanza da trascorrere con la famiglia. Felice di essere stato con i suoi cari e senza troppi rimpianti, la sera stessa si spara dopo aver scritto tre lettere: una indirizzata alla moglie, nella quale le spiega di essersi voluto risparmiare i lunghi mesi di chemioterapie e di sofferenze; una a Mildred, nella quale le assicura di non essersi ucciso a causa sua, e di essere curioso circa le reazioni dei suoi concittadini, che indubbiamente attribuiranno la colpa del suicidio a lei; l'ultima è per Jason.
Questi, licenziato da Abercrombie, il successore di Willoughby, per aver aggredito mentre era ubriaco Red Welby, è costretto a recarsi in centrale in orario di chiusura per ritirare la lettera, in cui Bill scrive che lo stima molto, ma lo invita anche a moderare il suo fare violento, perché non gli permetterà mai di farsi strada nella vita. Mentre Jason sta leggendo, da fuori Mildred, che crede la struttura sgombra, lancia contro la caserma delle bottiglie molotov, dandole fuoco. Vuole infatti vendicarsi, poiché i suoi cartelloni sono stati dati alle fiamme il giorno prima, e pensa che i responsabili siano i poliziotti. Jason riesce a uscire in tempo, ma le ustioni lo costringono a una breve degenza in ospedale, dove viene confortato da Red, ricevendo così una lezione sull'umanità e perdono.
Qualche giorno dopo viene dimesso. Nel corso di una serata al pub origlia una conversazione fra due uomini: uno si sta vantando dello stupro e dell'omicidio di una ragazza, avvenuto 9-10 mesi prima con modalità sospettosamente analoghe alla violenza subita da Angela. Jason prende il numero di targa della sua auto e graffia l'uomo, per avere un campione della sua pelle che consegna alla polizia, sperando che il DNA combaci con quello dello stupratore di Angela; contatta anche Mildred, dandole buone speranze. 
Le speranze però si rivelano infondate: Abercrombie informa Dixon che il campione di DNA non corrisponde, che l'uomo era all'estero in servizio militare e che le informazioni al suo riguardo sono riservate. Tuttavia Jason è certo del fatto che l'uomo del pub sia se non il violentatore di Angela, comunque uno stupratore, e così fa una proposta a Mildred: grazie alla targa conosce il suo indirizzo in Idaho, e la donna potrebbe recarsi da lui per punirlo e lenire così il dolore per la scomparsa della figlia. Mildred accetta, e il giorno dopo i due partono assieme. Sulla strada, Mildred chiede a Jason se è proprio sicuro di voler uccidere l'uomo, e questi le risponde di no, rivolgendo poi la stessa domanda alla donna, che risponde di non esserlo neanche lei. I due decideranno cosa fare strada facendo.

## Produzione

### Pre-produzione
In un'intervista del settembre 2015 al The Guardian Martin McDonagh ha rivelato che il suo prossimo film sarebbe stato Three Billboards Outside Ebbing, Missouri, con Frances McDormand nel ruolo di Mildred Hayes, una donna che inizia una guerra contro la polizia cittadina dopo che l'omicidio di sua figlia rimane irrisolto.
Il film viene co-finanziato da Film4 Productions e Fox Searchlight Pictures.

### Cast
Il 9 marzo entrano nel cast Woody Harrelson e Sam Rockwell, rispettivamente nei ruoli dello sceriffo a cui Mildred si oppone, Bill Willoughby, e dell'agente Jason Dixon. Il cast principale viene completato da John Hawkes e Peter Dinklage il 7 aprile. Abbie Cornish e Caleb Landry Jones interpretano Anne, moglie dello sceriffo Willoughby, e Red, l'uomo che concede a Mildred i tre manifesti. Kathryn Newton interpreta Angela, la figlia di Mildred.

### Riprese
Le riprese sono iniziate il 3 maggio 2016 a Sylva, nella Carolina del Nord, e sono durate 33 giorni.

## Promozione
Il primo trailer del film è stato diffuso il 23 marzo 2017, seguito dalla versione in italiano il 29 maggio 2017.

## Distribuzione
Il film è stato proiettato, in anteprima mondiale, in concorso alla 74ª Mostra internazionale d'arte cinematografica di Venezia il 4 settembre 2017. Lo stesso anno è stato presentato al Toronto International Film Festival, al festival internazionale del cinema di San Sebastián, al BFI London Film Festival, allo Zurich Film Festival, e al festival internazionale del cinema di Mar del Plata.
La pellicola è stata distribuita da Fox Searchlight Pictures nelle sale cinematografiche statunitensi a partire dal 13 ottobre 2017, in quelle britanniche dal 12 gennaio 2018. In Italia è stata distribuita dalla 20th Century Fox a partire dall'11 gennaio 2018.

## Accoglienza

### Critica
Il film ha ricevuto molti applausi alla fine della proiezione alla 74ª Mostra internazionale d'arte cinematografica di Venezia.
Sul sito Rotten Tomatoes ottiene il 90% delle recensioni professionali positive, con un voto medio di 8,4 su 10 su 414 recensioni, mentre su Metacritic ha un punteggio di 88 su 100, basato su 50 critiche. Peter Debruge di Variety posiziona il film al secondo posto tra i migliori del 2017.

## Riconoscimenti
- 2018 - Premio Oscar[24][25]
  - Miglior attrice a Frances McDormand
  - Miglior attore non protagonista a Sam Rockwell
  - Candidatura per il miglior film
  - Candidatura per il miglior attore non protagonista a Woody Harrelson
  - Candidatura per la migliore sceneggiatura originale a Martin McDonagh
  - Candidatura per il miglior montaggio a Jon Gregory
  - Candidatura per la migliore colonna sonora a Carter Burwell
- 2018 - Golden Globe[26][27]
  - Miglior film drammatico
  - Migliore attrice in un film drammatico a Frances McDormand
  - Miglior attore non protagonista a Sam Rockwell
  - Migliore sceneggiatura a Martin McDonagh
  - Candidatura per il miglior regista a Martin McDonagh
  - Candidatura per la migliore colonna sonora originale a Carter Burwell
- 2018 - British Academy Film Awards[28][29]
  - Miglior film
  - Miglior film britannico
  - Migliore sceneggiatura originale a Martin McDonagh
  - Migliore attrice protagonista a Frances McDormand
  - Migliore attore non protagonista a Sam Rockwell
  - Candidatura per il miglior regista a Martin McDonagh
  - Candidatura per il migliore attore non protagonista a Woody Harrelson
  - Candidatura per la migliore fotografia a Ben Davis
  - Candidatura per il miglior montaggio a Jon Gregory
- 2018 - Screen Actors Guild Award[30][31]
  - Migliore attrice a Frances McDormand
  - Miglior attore non protagonista a Sam Rockwell
  - Miglior cast
  - Candidatura per il miglior attore non protagonista a Woody Harrelson
- 2017 - Mostra internazionale d'arte cinematografica di Venezia[32]
  - Premio Osella per la migliore sceneggiatura a Martin McDonagh
  - In competizione per il Leone d'oro al miglior film
  - In competizione per il Queer Lion
- 2017 - Toronto International Film Festival[33]
  - Premio del pubblico
- 2017 - British Independent Film Awards[34]
  - Miglior montaggio a Jon Gregory
  - Miglior musiche a Carter Burwell
  - Candidatura per il miglior film indipendente britannico
  - Candidatura per il miglior regista a Martin McDonagh
  - Candidatura per la migliore attrice a Frances McDormand
  - Candidatura per il miglior attore non protagonista a Sam Rockwell
  - Candidatura per il miglior attore non protagonista a Woody Harrelson
  - Candidatura per la migliore sceneggiatura a Martin McDonagh
  - Candidatura per il miglior casting a Sarah Halley Finn
  - Candidatura per la migliore fotografia a Ben Davis
  - Candidatura per il miglior suono a Joakim Sundström
- 2017 - Los Angeles Film Critics Association[35]
  - Seconda miglior attrice a Frances McDormand
  - Seconda miglior sceneggiatura a Martin McDonagh
  - Secondo miglior attore non protagonista a Sam Rockwell
- 2017 - Washington D.C. Area Film Critics Association[36]
  - Miglior attrice a Frances McDormand
  - Miglior attore non protagonista a Sam Rockwell
  - Miglior cast
- 2017 - American Film Institute[37]
  - Migliori dieci film dell'anno
- 2017 - Detroit Film Society[36]
  - Miglior attrice a Frances McDormand
  - Miglior sceneggiatura a Martin McDonagh

- 2017 - San Diego Film Critics Society Awards[38][39]
  - Miglior attore non protagonista a Sam Rockwell
  - Candidatura per il miglior film
  - Candidatura per il miglior regista a Martin McDonagh
  - Candidatura per la miglior attrice a Frances McDormand
  - Candidatura per il miglior attore non protagonista a Woody Harrelson
  - Candidatura per la miglior sceneggiatura originale a Martin McDonagh
  - Candidatura per il miglior montaggio a Jon Gregory
  - Candidatura per il miglior cast
- 2017 - Chicago Film Critics Association[40]
  - Candidatura per il miglior film
  - Candidatura per la miglior attrice a Frances McDormand
  - Candidatura per il miglior attore non protagonista a Sam Rockwell
  - Candidatura per la miglior sceneggiatura originale a Martin McDonagh
- 2018 - Independent Spirit Awards[41][42]
  - Miglior attrice protagonista a Frances McDormand
  - Miglior attore non protagonista a Sam Rockwell
  - Candidatura per la miglior sceneggiatura a Martin McDonagh
- 2018 - Satellite Award[43][44]
  - Miglior film
  - Miglior attore non protagonista a Sam Rockwell
  - Migliore sceneggiatura originale a Martin McDonagh
  - Candidatura per la migliore attrice a Frances McDormand
  - Candidatura per la migliore fotografia a Ben Davis
  - Candidatura per il miglior montaggio a Jon Gregory
- 2018 - Critics' Choice Awards[45][46]
  - Miglior attrice a Frances McDormand
  - Miglior attore non protagonista a Sam Rockwell
  - Miglior cast corale
  - Candidatura per il miglior film
  - Candidatura per il miglior regista a Martin McDonagh
  - Candidatura per la miglior sceneggiatura originale a Martin McDonagh
- 2018 - ACE Eddie Awards[47]
  - Candidatura per il miglior montaggio in un film commedia a Jon Gregory
- 2018 - Art Directors Guild Awards[48]
  - Candidatura per la miglior scenografia in un film contemporaneo a Inbal Weinberg
- 2018 - Producers Guild of America Awards[49]
  - Candidatura per il Darryl F. Zanuck Award al miglior film
- 2018 - AACTA Award[50]
  - Miglior film
  - Miglior sceneggiatura a Martin McDonagh
  - Miglior attore non protagonista a Sam Rockwell
  - Candidatura per la miglior attrice a Frances McDormand
  - Candidatura per il miglior attrice non protagonista a Abbie Cornish
- 2018 - National Society of Film Critics[51]
  - Candidatura per la miglior attrice a Frances McDormand
  - Candidatura per il miglior attore non protagonista a Sam Rockwell
- 2018 -Directors Guild of America Award[52]
  - Candidatura per il miglior regista a Martin McDonagh
- 2018 - Costume Designers Guild Awards[53]
  - Candidatura per i migliori costumi in un film contemporaneo a Melissa Toth
- 2018 - Saturn Award[54][55]
  - Miglior film thriller
  - Candidatura per la miglior attrice a Frances McDormand
- 2019 - David di Donatello[56]
  - Candidatura per il miglior film straniero
- 2019 - Premio César[57]
  - Candidatura per il miglior film straniero